# تری اتانول
تری اتانول یک سوخت اتانولی (به‌طور دقیق‌تر اتانول سلولزی) است که از درخت ساخته می‌شود.

## خلاصه
این زیست‌سوخت در رقابت برای یافتن جایگزین انرژی برای سوخت فسیلی، رقیبی جدی است. طرفداران تری اتانول ادعا می‌کنند که بازده انرژی آن در مقایسه با منابع رایج‌تر اتانول مانند نیشکر و ذرت، در مقایسه با انرژی مورد نیاز برای تولید، بیشتر است.

## تولید
اتانول سلولزی با استفاده از زیست‌توده لیگنوسلولزی که بخش زیادی از جرم گیاهان را تشکیل می‌دهد، تولید می‌شود. اساساً در هسته مواد گیاهی، سلولز وجود دارد که می‌تواند به قندهای کربوهیدرات ساده تجزیه شود. پس از استخراج این قندها، می‌توان آنها را به الکل تخمیر کرد که به عنوان اتانول شناخته می‌شود. پرکاربردترین و امیدوارکننده‌ترین روش برای تولید اتانول سلولزی، فرایند سلولولیز نام دارد. این فرایند شامل هیدرولیز مواد لیگنوسلولزی پیش تصفیه شده است. سپس از آنزیم‌ها برای تجزیه سلولز به گلوکز استفاده می‌شود. این گلوکز سپس تخمیر و تقطیر می‌شود. مرحله پیش تصفیه ذکر شده در بالا هنگام پردازش اتانول سلولزی ضروری است زیرا گلوکز (قندها) به راحتی مانند سایر منابع اتانول مانند ذرت یا نیشکر در دسترس نیستند. در عوض، سلولز موجود در چوب باید از همی سلولز و لیگنین کپسوله کننده جدا شود.
سه نوع پیش‌تیمار وجود دارد: فیزیکی، شیمیایی و زیست‌شناسی. تیمار فیزیکی شامل کاهش فیزیکی اندازه ذرات چوب است. این کار را می‌توان از طریق خرد کردن، آسیاب کردن و غیره انجام داد. تیمارهای بیولوژیکی شامل استفاده از میکروارگانیسم‌ها برای تجزیه چوب است. این نوع پیش‌تیمارها به دلیل مصرف انرژی بسیار کمتر، برای پیش‌تیمارهای فیزیکی مطلوب‌تر در نظر گرفته می‌شوند، اما ثابت نشده است که روش بیولوژیکی در سطح صنعتی قابل استفاده باشد. روش شیمیایی از یک محیط قلیایی یا اسیدی دیگر برای دسترسی بیشتر به سلولز درون الیاف چوب استفاده می‌کند. این روش کارآمدترین و کمترین هزینه انرژی را دارد.

## کاربردها
تری اتانول منبع انرژی نیست که نویدبخش تأمین انرژی خانه‌ها در آینده باشد، بلکه می‌توان از آن در کاربردهایی که از موتورهای احتراق داخلی استفاده می‌شود، بهره برد. تقریباً ۸۵ درصد از مصرف انرژی ایالات متحده از سوخت فسیلی مانند گاز طبیعی، زغال سنگ و نفت خام تولید می‌شود. با افزایش تقاضای چین، هند و سایر کشورهای در حال توسعه به سوخت‌های فسیلی، انتظار می‌رود کل مصرف انرژی جهان در ۲۰ سال آینده ۵۷ درصد رشد کند. تخمین زده می‌شود که ایالات متحده آمریکا به تنهایی سالانه ۱۴۰ میلیارد گالن سوخت فقط برای حمل و نقل استفاده می‌کند. تری اتانول نه تنها می‌تواند با سوخت‌های معمولی مخلوط شود، بلکه می‌تواند مستقیماً در موتورهای اصلاح شده نیز سوزانده شود تا انتشار گازهای گلخانه‌ای را تا حد زیادی کاهش دهد.

## مزایا
اتانول سلولزی یک سوخت ترابری سازگار با محیط زیست و تجدیدپذیر است که می‌تواند از زیست توده جنگلی تولید شود. درختان به دلیل اینکه در تمام طول سال رشد می‌کنند، به کود و آب بسیار کمتری نیاز دارند و کربوهیدرات‌های بسیار بیشتری (پیش‌سازهای شیمیایی اتانول) نسبت به محصولات غذایی دارند، یک ماده اولیه بسیار امیدوارکننده هستند. همچنین، در مقایسه با اتانول ذرت، زیست‌سوخت سلولزی برای رشد به همان مقدار کود، آفت‌کش، انرژی یا آب نیاز ندارد. مهم‌ترین ویژگی این نوع اتانول، مانند همه انواع اتانول، تجدیدپذیر بودن آن است. اگر می‌خواهید یا نیاز دارید که مقدار بیشتری از آن تولید کنید، فقط درختان بیشتری پرورش می‌دهید.
توسعه انواع سوخت‌های زیستی، از جمله تری اتانول، می‌تواند برای کشورهایی که به دنبال کاهش وابستگی خود به نفت هستند، به ویژه کشورهایی که بیشتر نفت خود را وارد می‌کنند و همچنین زمین‌های زراعی/جنگلی زیادی مانند نیوزیلند و سوئد دارند، اهمیت داشته باشد.

## معایب
اگرچه منطقی به نظر می‌رسد که تری اتانول بتواند جایگزینی برای انواع اتانول فعلی باشد، اما یک نقص دارد و آن فرایند اضافی مورد نیاز برای تجزیه سلولز و همی سلولز سخت درون دیواره‌های سلول برای جداسازی قندها است. همان‌طور که در بخش تولید در بالا مورد بحث قرار گرفت، تولید اتانول از لیگنوسلولز موجود در زیست توده درخت نیاز به مرحله اضافی «پیش تصفیه» دارد. این پیش تصفیه است که هنوز به انرژی زیادی نیاز دارد تا تری اتانول ارزش تلاش را داشته باشد.
با این اوصاف، بسیاری معتقدند که مزایای بالقوه آن بسیار بیشتر از معایب کوتاه‌مدت آن است. فرایند پرورش زیست‌توده درخت در مقایسه با پرورش ذرت یا نیشکر برای تولید اتانول، از نظر انرژی کارآمد است. با این حال، پرورش درختان نسبت به پرورش ذرت زمان بیشتری می‌برد و بنابراین هرگونه تحقیق دقیق در مورد پایداری و تناوب زراعی (حتی برای درختان با رشد سریع) نیاز به تعهد طولانی‌مدت دارد که تاکنون یافتن آن دشوار بوده است. تخمین زده شده است که این فرایند، از جمله ساخت کارخانه‌های فرآوری و سپس اصلاح مرحله رشد و فرآوری، می‌تواند حداقل یک دهه طول بکشد.
یکی دیگر از معایب فرآوری اتانول سلولزی این است که اطلاعات کمی در مورد ضایعات/محصولات جانبی حاصل از فرآوری وجود دارد. نگرانی ویژه برخی، روش بیولوژیکی پیش‌تصفیه است. تخمین زده می‌شود که احتمال تولید تقریباً به اندازه (اگر نگوییم بیشتر) ضایعات نسبت به اتانول قابل استفاده وجود دارد، که شامل محصولات زائد از جمله کپک، باکتری، مخمر، سموم بیولوژیکی و آلرژنهای تولید شده توسط این میکروارگانیسم‌ها، آنزیم‌ها و سایر مواد شیمیایی است.